# Bytów
Bytów Ausspracheⓘ [ˈbɨtuf] (deutsch: Bütow; kaschubisch Bëtowò) ist eine Stadt in der polnischen Woiwodschaft Pommern. Sie ist Sitz des Powiat Bytowski (Bütower Kreis) und der Gmina Bytów (Gemeinde Bütow).

## Geographische Lage

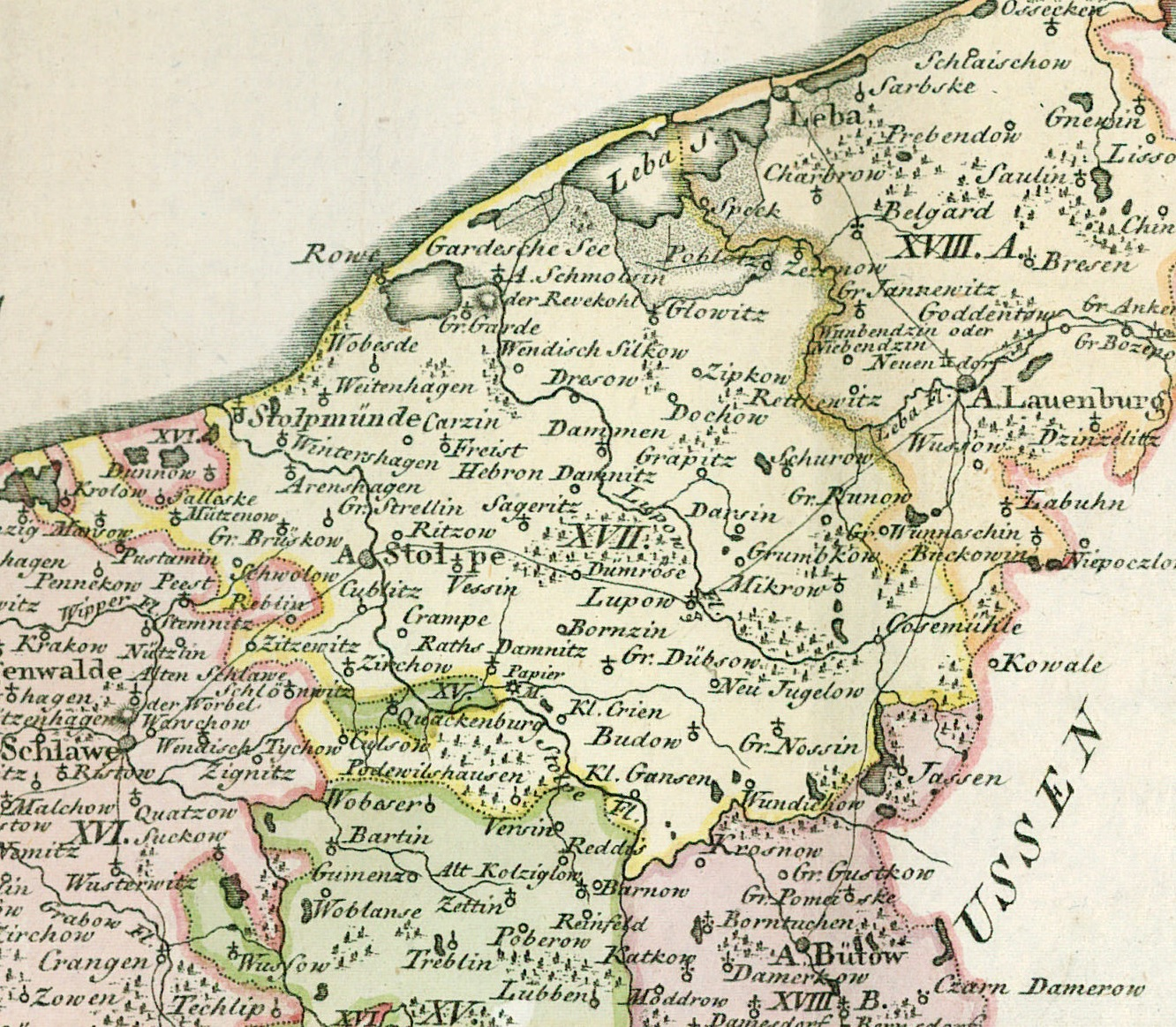
Bütow, südöstlich der Stadt Stolp (früher Stolpe geschrieben) und südsüdwestlich der Stadt Lauenburg i. Pom., auf einer Landkarte von 1794

Die Stadt liegt in Hinterpommern, in einer hügeligen Wald- und Seenlandschaft, früher „Blaues Ländchen“ genannt. Durch die Stadt fließt der Fluss Bütow. Südwestlich erhebt sich der Schimmritzberg, der mit 256 m n.p.m. die höchste Erhebung im Bütower Land ist. Die nächsten größeren Städte Stolp und Lauenburg i. Pom. liegen etwa 50 Kilometer nordwestlich bzw. nordnordöstlich.

## Geschichte
Bütow gehörte bis 1329 und ab 1466 zum Herzogtum Pommern, dazwischen mit kurzer Unterbrechung dem Deutschordensstaat Preußen.
Im Zusammenhang mit den pommersch-polnischen Kriegen wird in der Chronik des Gallus Anonymus von 1113 eine Festungsanlage castrum nomine Bitom erwähnt, die von dem polnischen Herrscher Bolesław III. Schiefmund zerstört wurde und die in der Geschichtsschreibung mitunter fälschlicherweise mit Bütow in Verbindung gebracht wird. Bereits der pommersche Historiker Johann Ludwig Quandt (1801–1871) hatte darauf hingewiesen, dass es sich bei dem Kastell Bitom um eine Festungsanlage am Boitin-See (auch Böthin-See oder Böttin-See) unweit der Stadt Tütz in der Neumark handelt. Es besteht auch kein Grund für die Annahme, dass Bütow von dem Obotriten-Fürsten Bato gegründet worden ist oder nach ihm benannt wurde.

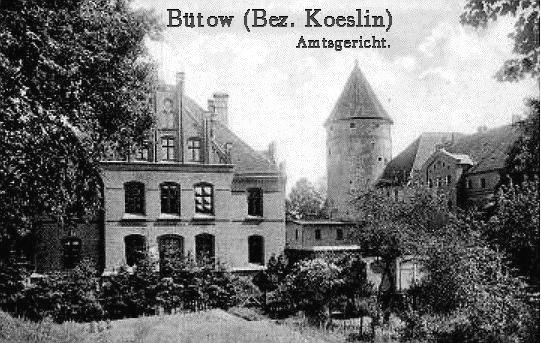
Bütow um 1900

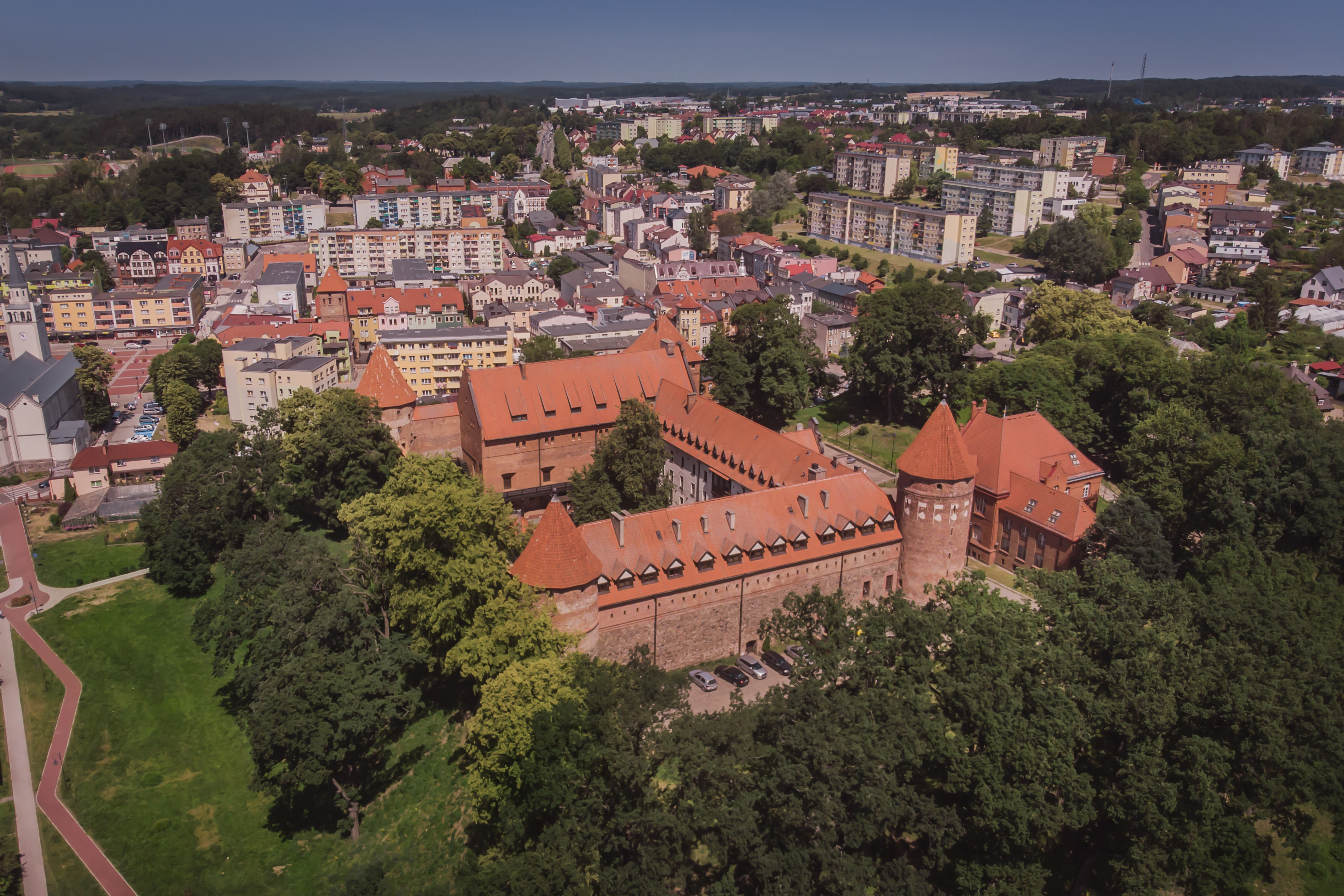
Stadtpanorama mit Ordensburg im Vordergrund

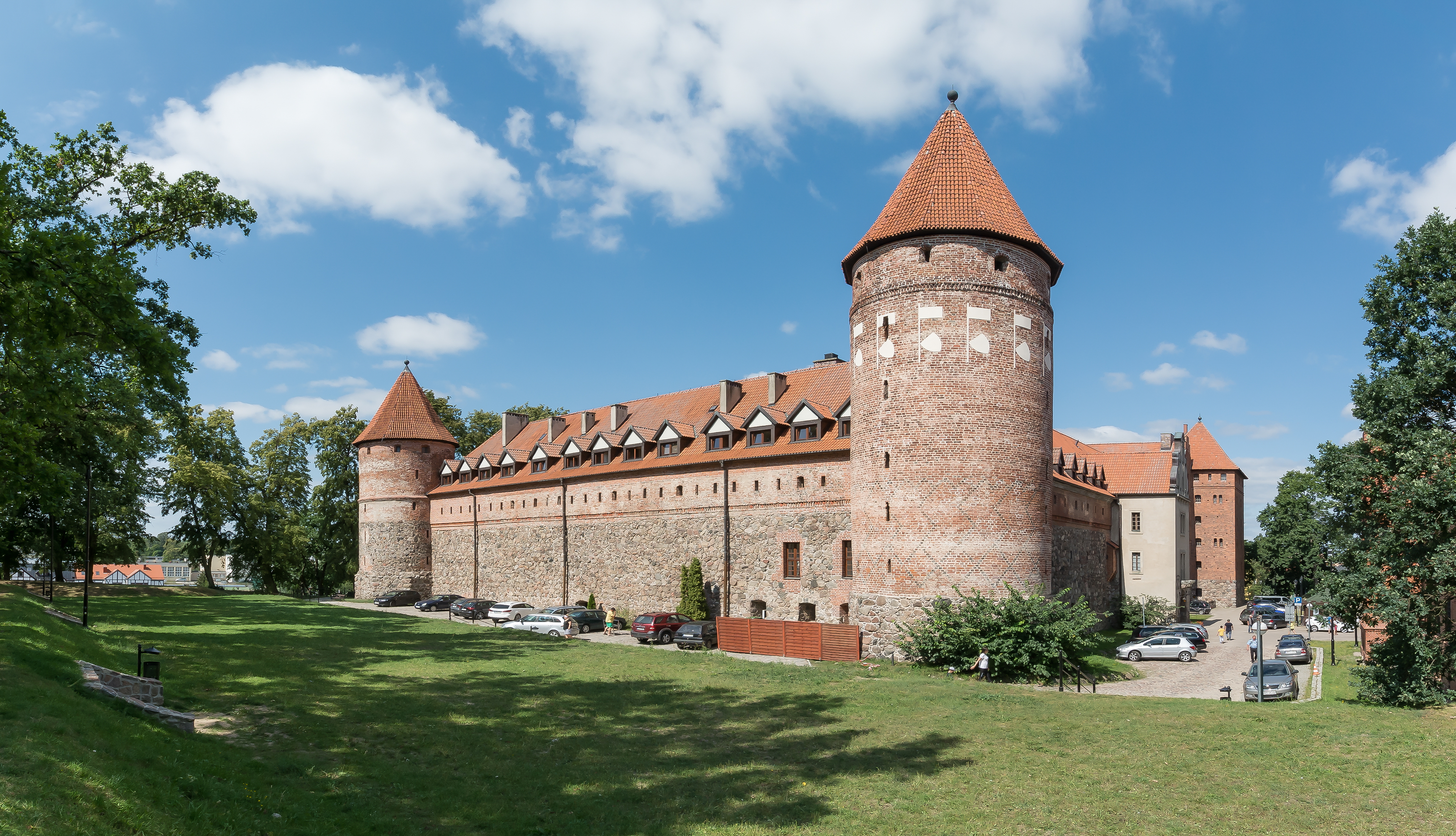
Burg Bütow des Deutschen Ordens, erbaut 1399–1405

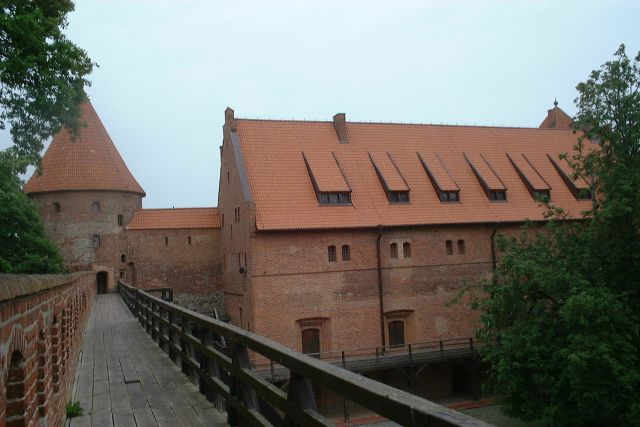
Teilansicht der Burg

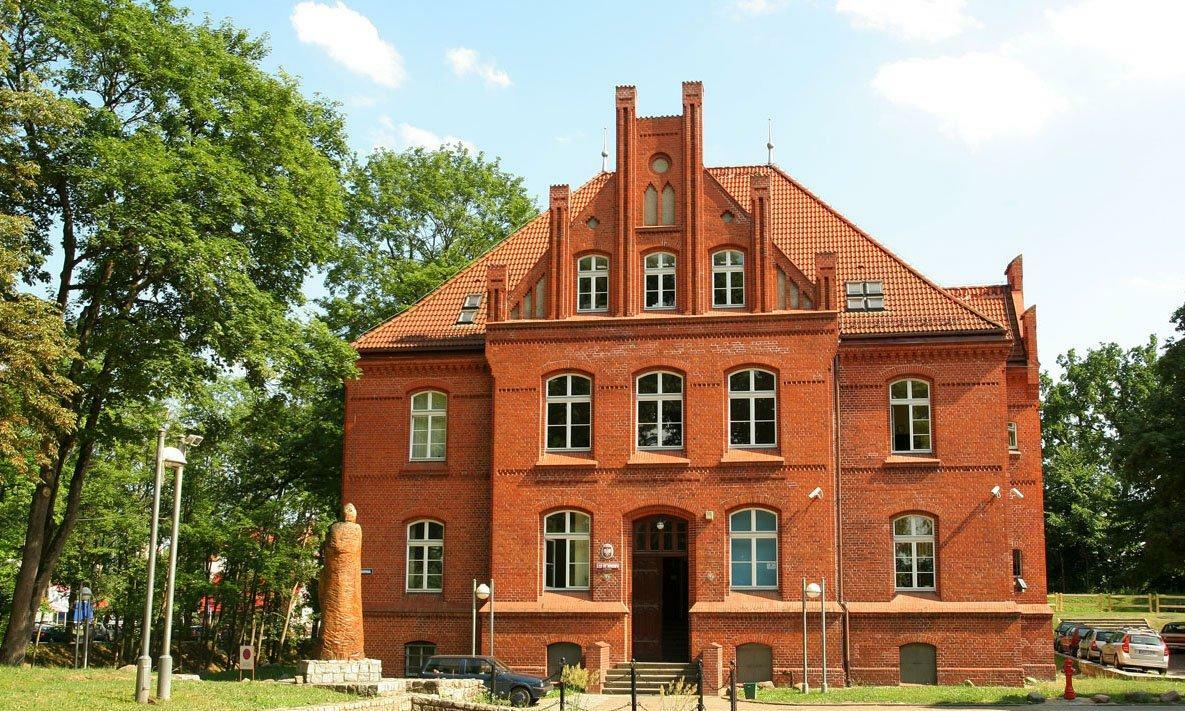
Gebäude des Bezirksgerichts

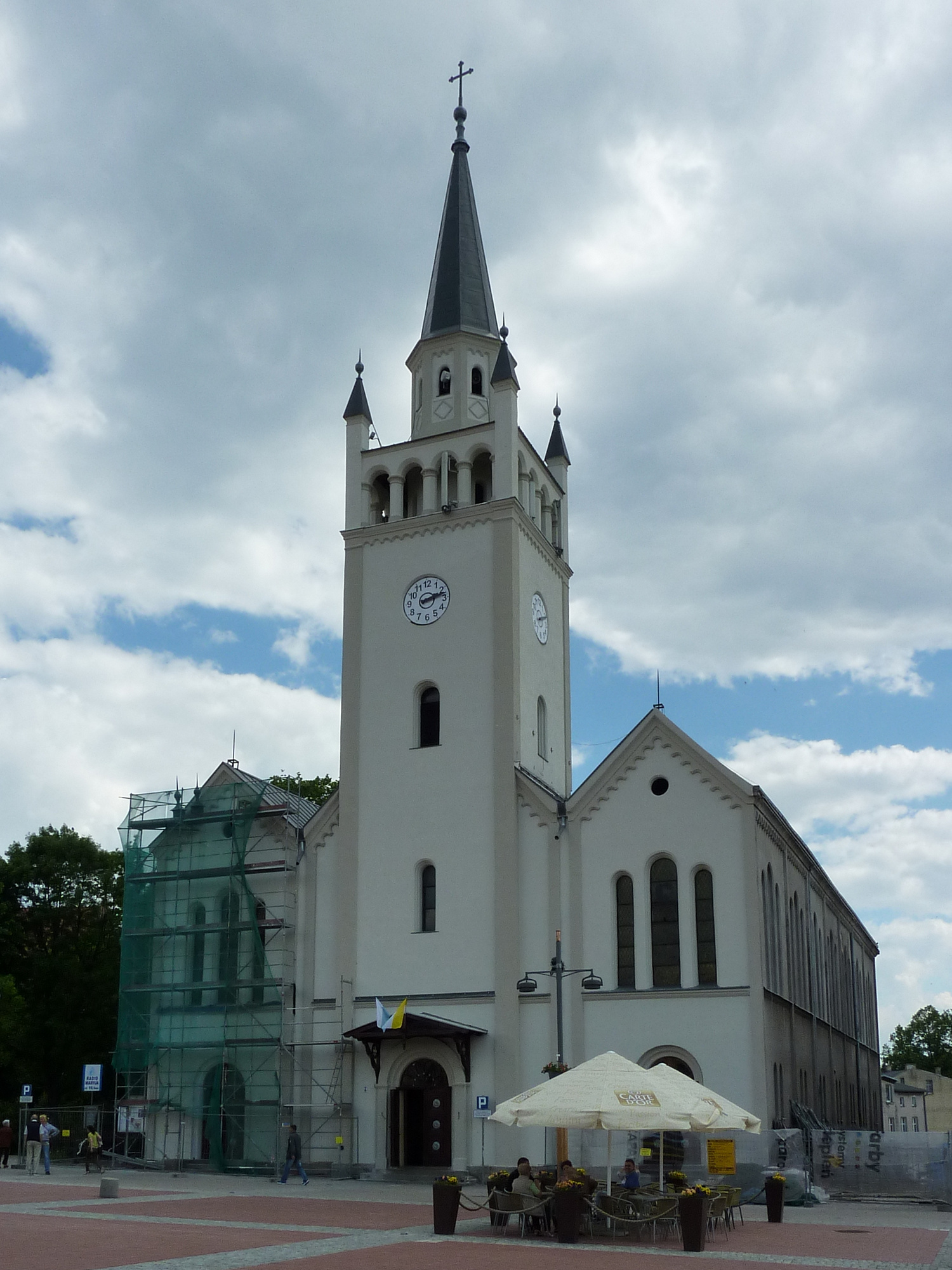
Ehemalige Elisabethkirche (2013), erbaut 1848–1854, bis 1945 Gotteshaus der evangelischen Gemeinde Bütow

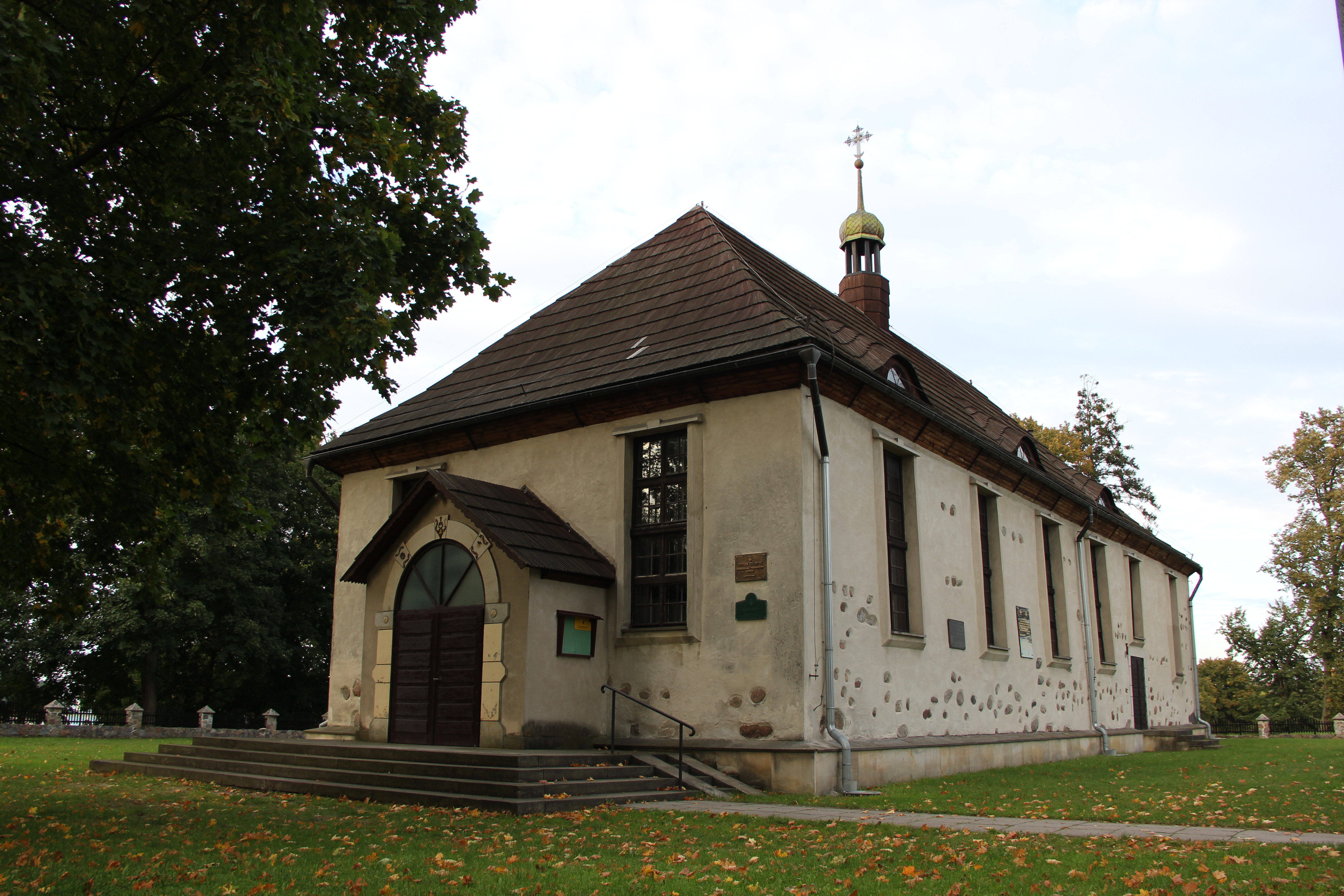
Griechisch-Katholische St.-Georgs-Kirche

Die erste Siedlung an der Stelle der heutigen Stadt gab es wahrscheinlich im 13. Jahrhundert. Die älteste Aufzeichnung über den Ort stammt aus einer Schenkungsurkunde von 1321: Herzog Wartislaw IV. von Pommern schenkte den Ort seinem Kanzler Henning Behr zum Dank für treue Dienste. Dessen Söhne verkauften das Land 1329 an den Deutschen Orden. Die erste Erwähnung eines Pfarramtes stammt aus dem Jahr 1335. Ein ‚Dominus Petrus plebanus in Butow‘ wird 1350 erwähnt und scheint der wirklich erste namentlich bekannte Pfarrer Bütows zu sein. Am 12. Juli 1346 verlieh der Hochmeister des Deutschen Ordens, Heinrich Dusemer, Bütow das Kulmer Stadtrecht. Er übergab Bütow den Besetzern (Lokatoren) Hans Beschorn und Grote Johann zu erblichem Besitz und stattete den Ort mit einer Freiheit von 32 Hufen und mit 100 Hufen Feldmark aus bei neun Freijahren; die beiden Besetzer erhielten 14 Hufen, das Schulzenamt und das Gericht.
Der Orden errichtete hier seinen westlichen Grenzstützpunkt des Ordens. An der Stelle der alten Burg ließ Konrad von Jungingen im Zeitraum 1399–1405 eine neue Burg errichteten, die bis heute erhalten ist. Sie wurde Sitz eines Ordenspflegers. Die Stadt selbst erhielt jedoch nie Befestigungsanlagen. Während der Litauerkriege des Deutschen Ordens, die 1410 mit dem Sieg Litauens und Polens in der Schlacht bei Tannenberg endete, war Bütow von den Polen erobert worden. Der polnische König Władysław II. Jagiełło belehnte mit Bütow Herzog Bogislaw VIII. von Pommern-Stolp, der Polen gegen den Deutschen Orden unterstützt hatte. Schon ein Jahr später aber fiel die Stadt durch den Ersten Thorner Frieden wieder an den Deutschen Orden zurück. Als Lauenburg i. Pom. 1440 dem Preußischen Bund beigetreten war, huldigte Bütow dem polnischen König nicht. Mit dem Zweiten Thorner Frieden von 1466 gelang es Herzog Erich II. von Pommern-Wolgast, Hinterpommern und Stettin, die Lande Lauenburg und Bütow und damit auch die Stadt Bütow für Pommern zu gewinnen, zunächst als Pfandbesitz, ab 1526 als Lehen.
Während des Dreißigjährigen Kriegs wurde Bütow 1629 von auf dem Rückzug befindlichen kaiserlichen Truppen unter dem Feldmarschall Hans Georg von Arnim-Boitzenburg heimgesucht. Als die Kaiserlichen am Sonntag vor Ostern endlich abzogen, zündeten sie die Stadt an. Von der Feuersbrunst blieben nur vier Häuser in der Vorstadt verschont.
Nach dem Tod des letzten Pommernherzogs Bogislaw XIV. fiel Bütow 1637 als Teil der Lande Lauenburg und Bütow als sogenanntes erledigtes Lehen wieder an Polen zurück. In die 1557 durch die Reformation unter Barnim IX. von Pommern-Stettin lutherisch gewordene Stadt kehrte die katholische Kirche zurück. Der damals fürs Lauenburgische zuständige Bischof von Leslau Maciej Łubieński führte die Gegenreformation durch, obwohl das Bütowische eigentlich zum Diözesangebiet Cammins gehörte. Der lutherische Stadtprediger wurde aus der Katharinenkirche vertrieben und durch einen katholischen Propst ersetzt. Die evangelischen Gläubigen, die weiterhin in der Mehrzahl waren, mussten ihre Gottesdienste in einem provisorisch hergerichteten Saal ausrichten. Erst von 1848 bis 1854 konnten sie sich mit der Elisabethkirche ihr eigenes Gotteshaus nach Plänen Friedrich August Stülers bauen.
Im Vertrag von Bromberg von 1657, der zwischen Polen und Brandenburg geschlossen wurde, erhielt der brandenburgische Kurfürst Friedrich Wilhelm in seiner Doppelfunktion als Herzog von Pommern die Lande Lauenburg und Bütow als erbliches Lehen von Polen. Das Lehensverhältnis blieb bis 1772 bestehen, als mit der Ersten Teilung Polens unter anderem das Land Bütow an das so genannte Herzogtum Hinterpommern kam, die pommersche Provinz Kurbrandenburgs mit Sitz in Berlin, das mit Preußen mit Sitz in Königsberg in Personalunion regiert wurde.
Wie in anderen pommerschen Städten auch, berichtet die Stadtgeschichte von wiederholten verheerenden Zerstörungen in Bütow: 1627, in der Zeit des Dreißigjährigen Krieges, wurde der Ort durch ein Feuer zerstört und musste wieder aufgebaut werden. Im Schwedisch-Polnischen Erbfolgekrieg wurde Bütow zunächst am 1. November 1656 von den Polen überfallen, ausgeplündert und angezündet und alsdann von schwedischen Truppen besetzt, die bei ihrem Abzug 1658 sowohl die Stadt als auch die Burg zerstörten. 1700 wurde die Stadt Opfer eines Großbrandes. Kurz darauf, von 1707 bis 1709, machte die Pest Bütow zu schaffen. Im Siebenjährigen Krieg wurde die Stadt durch Kämpfe zwischen russischen und preußischen Streitkräften in Mitleidenschaft gezogen. Am 12. Oktober 1759 wurde in Bütow ein vorläufiges Abkommen über den Austausch russischer und preußischer Kriegsgefangener unterzeichnet.
Um die Mitte des 19. Jahrhunderts wurde im Kreis Bütow die kaschubische Sprache nur noch wenig benutzt.
1846 wurde Bütow Kreisstadt des Kreises Bütow. 1863 wurde in Bütow für den Regierungsbezirk Köslin ein zweites Evangelisches Schullehrer-Seminar eingerichtet, da das bis dahin einzige Lehrer-Seminar in Köslin nicht mehr ausreichte. Von 1884 bis 1909 wurden Eisenbahnanschlüsse nach Zollbrück, Lauenburg und Rummelsburg geschaffen. Dadurch entwickelte sich ein reges Geschäftsleben, und Betriebe der Holz- und Lebensmittelverarbeitung siedelten sich an. Um 1900 gab es in Bütow eine Eisengießerei, metallverarbeitende Betriebe, eine Wollspinnerei, Dampfmahl- und Schneidemühlen, eine Molkerei und eine Bierbrauerei, eine Provinzialsiechenanstalt und ein Amtsgericht. Die Stadt hatte zwei evangelische Kirchen (Elisabethkirche und Bergkirche St. Georg von 1675–1685), die katholische Katharinenkirche und eine Synagoge. Unweit der Stadt entspringt eine Mineralwasser-Quelle.
Der wirtschaftliche Aufschwung wurde nach dem Ersten Weltkrieg unterbrochen, als das Bütower Land infolge der Einrichtung des Polnischen Korridors zur Grenzregion zu Pommerellen wurde. 1925 gab es in Bütow Fabriken für Dachpappe, Kunststeine und Zement, 1929 auch eine Schuhfabrik und vier Viehmärkte.
Im Jahr 1925 wurden in Bütow 8886 Einwohner gezählt, die auf 2273 Haushaltungen verteilt waren. Um das Jahr 1930 hatte die Gemarkung der Stadt Bütow eine Flächengröße von 27,6 km², im Stadtgebiet standen zusammen 558 Wohnhäuser an 18 verschiedenen Wohnstätten:
1. Abdeckerei
2. Alter Bahnhof
3. Ausbau an der Rummelsburger Chaussee
4. Bütow
5. Fabrik Geiß u. Bluhm
6. Jungfernmühle
7. Jägerhof
8. Katharinenfelde
9. Körners Platz
10. Louisenhof
11. Molkerei
12. Neuhof
13. Rittershöhe
14. Rosenfelde
15. Schramms Mühle
16. Schützenhaus
17. Sepnitz
18. Trapps Ausbau

Um 1935 hatte Bütow unter anderem vier Hotels, einen Gasthof, zwei Cafés, eine Darlehnskasse, zwei Sparkassen-Niederlassungen, eine Brotfabrik, eine Essigfabrik, eine Bierbrauerei, eine Kaffeerösterei, eine Molkerei, drei Mühlen, ein Holzsägewerk, eine Maschinenfabrik, vier Schmieden, vier Schlossereien, zwei Stellmachereien, neun Tischlereien, drei Getreidehandlungen, vier Pferdehandlungen, sechs Viehhandlungen und eine Reihe von Gemischtwarenläden, Einzelhandels- und Großhandelsgeschäften sowie Dienstleistern.
Im Jahr 1945 war Bütow die Kreisstadt des Landkreises Bütow im Regierungsbezirk Köslin der preußischen Provinz Pommern des Deutschen Reichs.
Am Ende des Zweiten Weltkrieges wurde die Innenstadt zu 60 Prozent zerstört. Die Stadt wurde am 8. März 1945 von der Roten Armee eingenommen. Danach wurde Bütow zusammen mit ganz Hinterpommern von der Sowjetunion der Volksrepublik Polen zur Verwaltung überlassen. Es kamen nun Polen in die Stadt, von denen die einheimischen Stadtbewohner aus ihren Häusern und Wohnungen gedrängt wurden. Bütow wurde unter der polnischen Ortsbezeichnung Bytów verwaltet. In der Folgezeit wurden die einheimischen Stadtbewohner aus Bütow vertrieben.
1946 wurde die Stadt Sitz eines Powiats (Kreis), letzterer wurde durch die Gebietsreform von 1975 aufgelöst. Im Januar 1999 wurde die Stadt mit der Neuerrichtung des Powiat Bytowski erneut zur Kreisstadt. Am 1. Dezember 1999 erhielt der Ort den zusätzlichen amtlichen kaschubischen Namen Bëtowò.

### Demographie

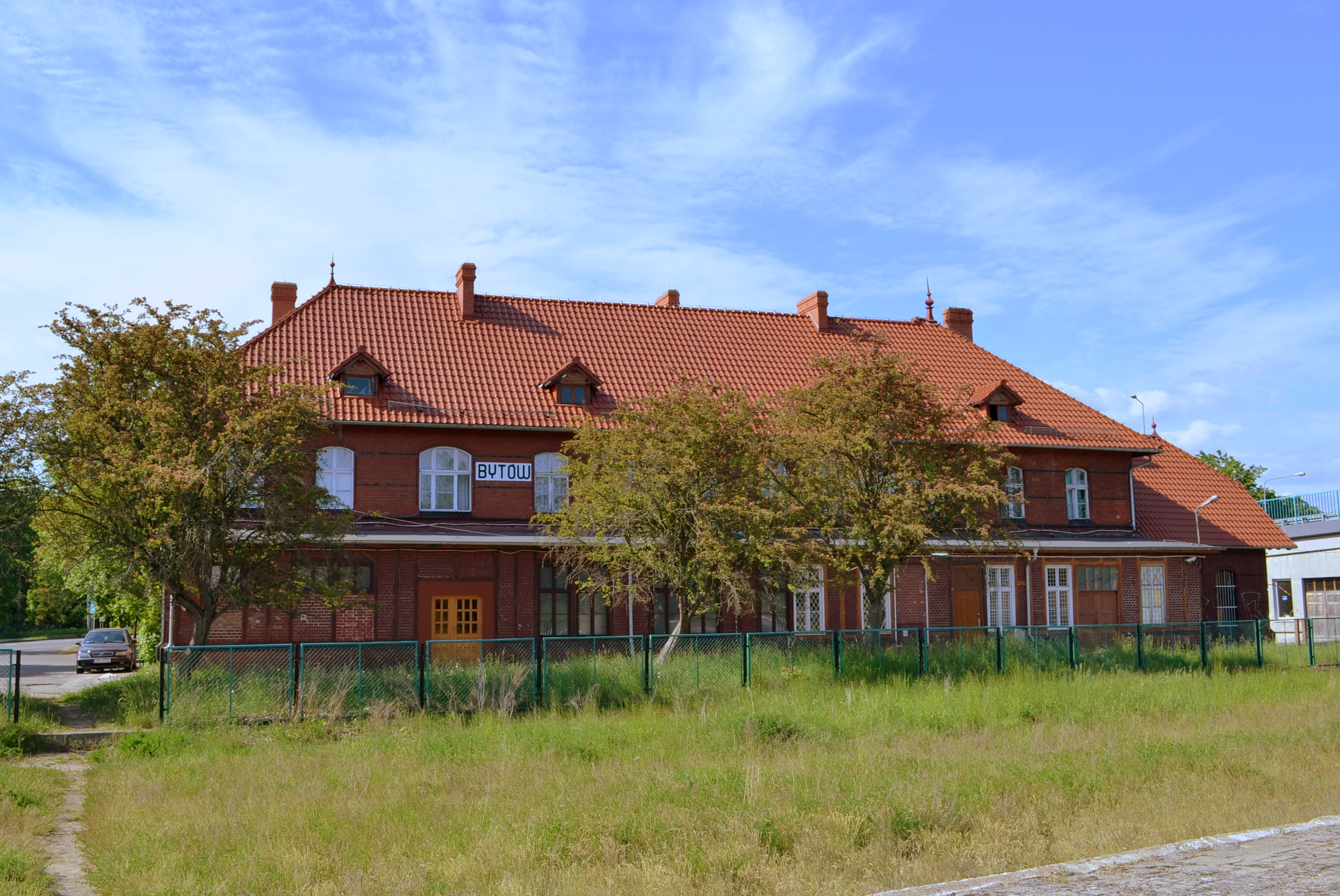
Bahnhof

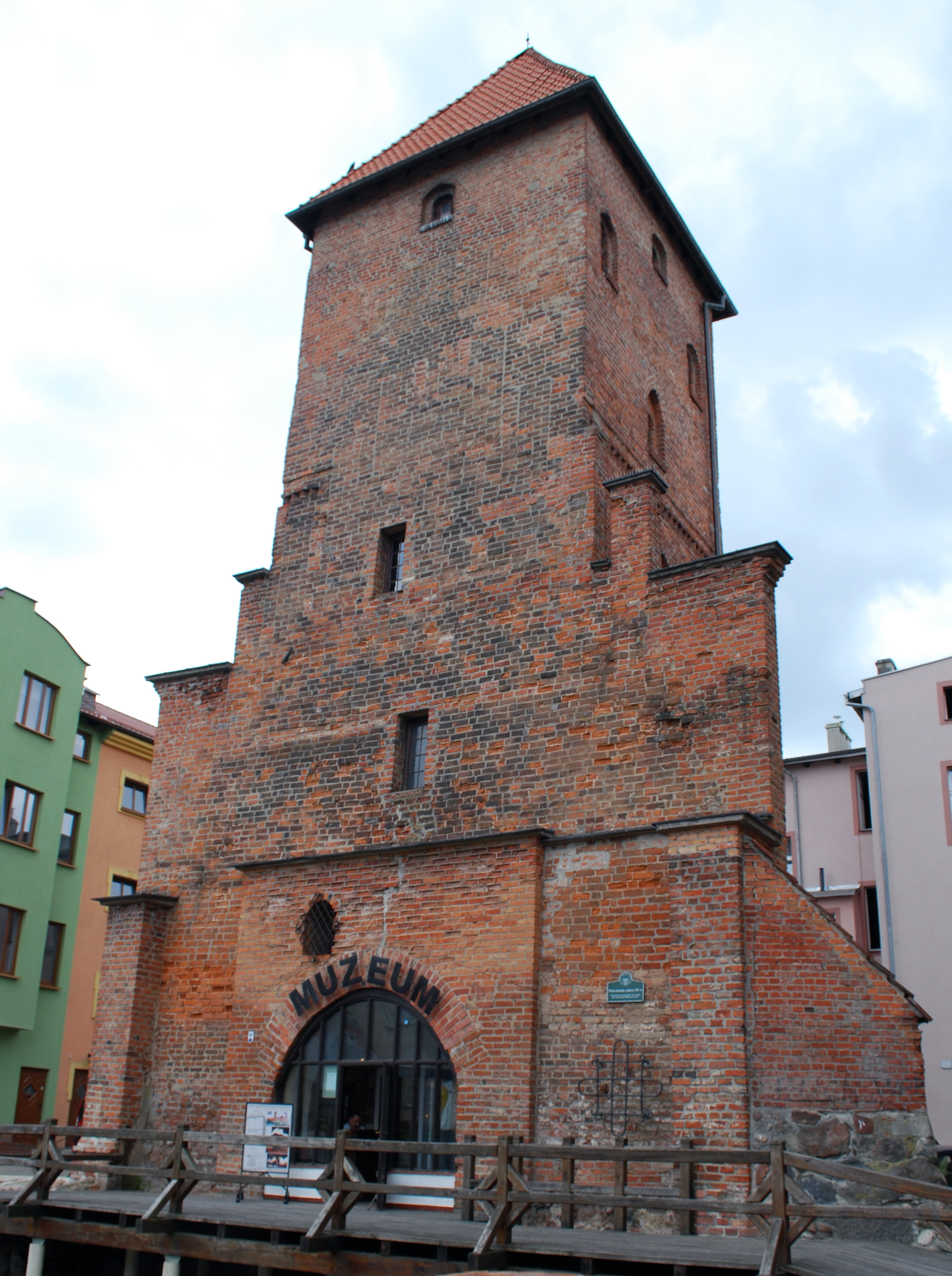
Turm der zerstörten alten Katharinenkirche, jetzt Kunstgalerie

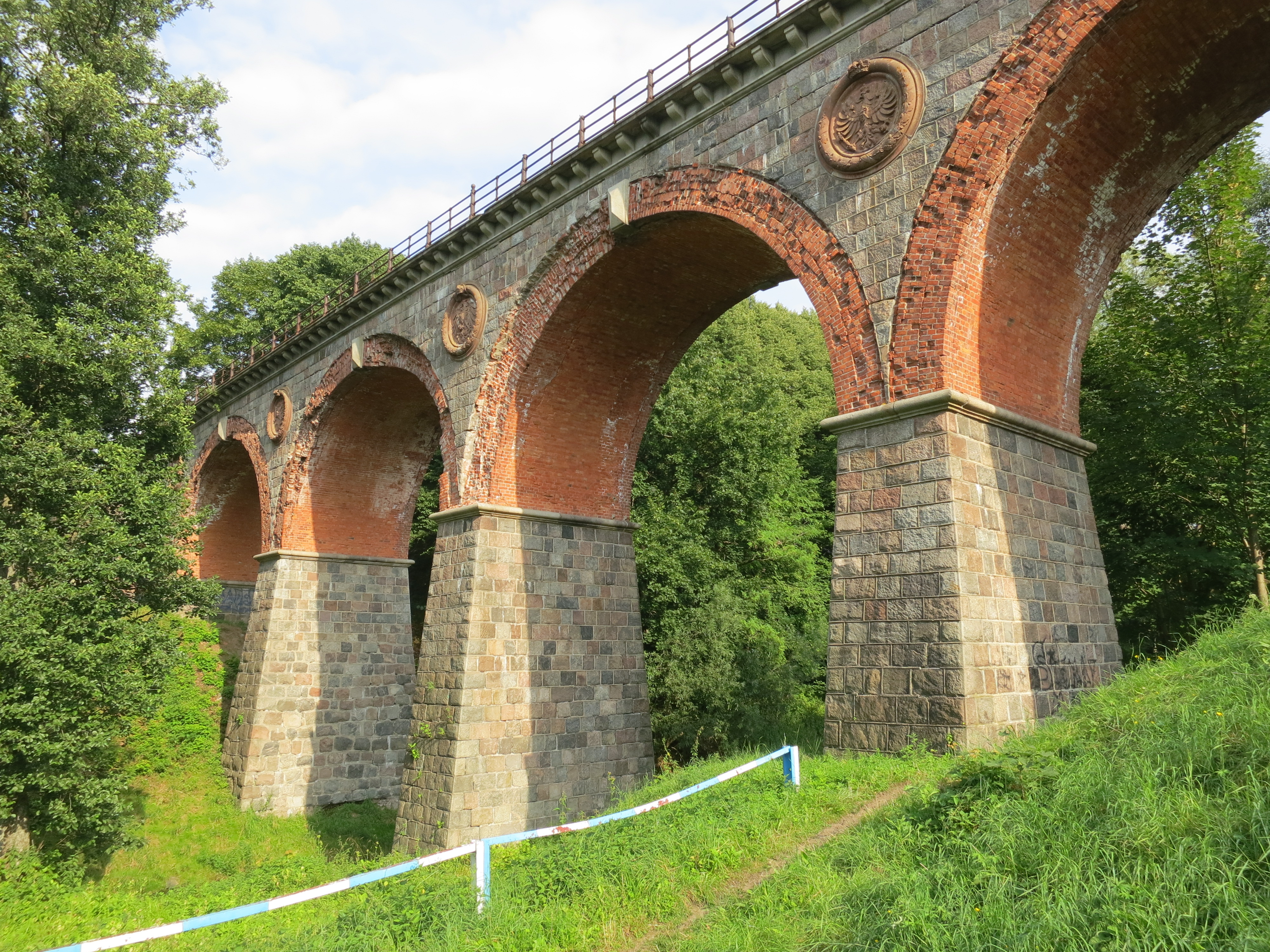
Borreviadukt, 1884 erbaut von den Preußischen Staatsbahnen

| Jahr | Einwohner | Anmerkungen                                                                              |
| ---- | --------- | ---------------------------------------------------------------------------------------- |
| 1782 | 990       | davon 19 Juden                                                                           |
| 1791 | 981       | davon 12 Juden                                                                           |
| 1794 | 1085      | davon 12 Juden                                                                           |
| 1802 | 1114      | [ 24 ]                                                                                   |
| 1810 | 1224      | [ 24 ]                                                                                   |
| 1812 | 1217      | davon 44 Katholiken und 59 Juden                                                         |
| 1816 | 1395      | davon 1229 Evangelische, 40 Katholiken und 126 Juden (zwei Schullehrer und -lehrerinnen) |
| 1821 | 1712      | in 189 Privatwohnhäusern                                                                 |
| 1831 | 2062      | davon 106 Katholiken und 199 Juden                                                       |
| 1843 | 2858      | davon 179 Katholiken und 239 Juden                                                       |
| 1852 | 3509      | davon 318 Katholiken und 274 Juden                                                       |
| 1861 | 4247      | davon 312 Katholiken und 343 Juden                                                       |
| 1875 | 4810      | [ 25 ]                                                                                   |
| 1880 | 4941      | [ 25 ]                                                                                   |
| 1900 | 6487      | meist Evangelische                                                                       |
| 1910 | 7839      | am 1. Dezember                                                                           |
| 1925 | 8886      | davon 7328 Evangelische, 1106 Katholiken und 157 Juden                                   |
| 1933 | 9404      | [ 25 ]                                                                                   |
| 1939 | 9713      | davon 7673 Evangelische, 1701 Katholiken, 54 sonstige Christen und 37 Juden              |

| Jahr | Einwohner  | Anmerkungen |
| ---- | ---------- | ----------- |
| 1960 | ca. 8600   |             |
| 1980 | ca. 13.300 |             |
| 2000 | ca. 17.000 |             |

## Kirche

### Stadtkirchen
Die evangelische Elisabethkirche wurde nach dem Zweiten Weltkrieg von der polnischen Administration zugunsten der Römisch-katholischen Kirche in Polen zwangsenteignet und vom polnischen katholischen Klerus ‚neu geweiht‘.

### Kirchspiel bis 1945
Die vor 1945 ansässige Stadtbevölkerung gehörte mehrheitlich der evangelischen Konfession an. Das evangelische Kirchspiel war in Bütow. Der Bestand an Kirchenbüchern reichte bis 1774 zurück.
Das katholische Kirchspiel war in Bütow.

### Polnisches Kirchspiel seit 1945
Die seit 1945 und Vertreibung der einheimischen Stadtbewohner anwesende polnische Einwohnerschaft ist überwiegend katholisch. Das polnische katholische Kirchspiel ist in Bütow.
Das polnische evangelische Kirchspiel ist in Bütow.

## Verkehr
- Die Stadt ist Endstation der nur noch für den Güterverkehr betriebenen Bahnstrecke Lębork–Bytów. Die Bahnstrecke Lipusz–Korzybie wird nur noch zwischen Bytów und Lipusz für den Güterverkehr genutzt. Die 1909 eröffnete Bahnstrecke Bütow–Rummelsburg (Pommern) (Bytów–Miastko) wurde infolge des Zweiten Weltkriegs stillgelegt und teilweise demontiert. Die Polnische Staatsbahn hat sie nicht reaktiviert.
- Die Stadt liegt an der Landesstraße 20, die von Stargard über Szczecinek und Bytów nach Gdynia führt.

## Bauwerke
- Burg Bütow, zwischen 1398 und 1405 als Deutschordensburg erbaut. 1936 bis 1940 gründliche Wiederherstellung der Gesamtanlage. Heute dient das Gebäude als Bibliothek, Museum und Hotel.
- alte Stadtkirche St. Katharina, bereits für das 14. Jahrhundert nachgewiesen. Mehrmals abgebrannt und wiederaufgebaut, zuletzt 1945 zerstört, Turm erhalten
- ehemalige evangelische Elisabethkirche, Vorbild für den derzeitigen Bau von 1848–1854 war die von Friedrich August Stüler entworfene Matthäikirche in Berlin-Tiergarten (nach dem Zweiten Weltkrieg von der polnischen Administration zugunsten der Römisch-katholischen Kirche in Polen zwangsenteignet und vom polnischen katholischen Klerus als Stadtkirche St. Katharina und Johannis Baptista ‚neu geweiht‘).
- Bergkirche St. Georg, 16. Jahrhundert, nach Zerstörung durch einen Sturm 1673 von 1675 bis 1685 in ihrer heutigen Form wieder aufgebaut. Sie wird seit 1989 von der griechisch-katholischen Kirche in Polen genutzt.
- Bahnbrücke (Borreviadukt) von 1884 über die Borre mit Wappenmedaillons der KPEV, Pommerns, Preußens und Westpreußens, die bis zur Trassenverlegung im Zuge des Baus der Strecke nach Rummelsburg (1909 eröffnet) genutzt wurde.

## Persönlichkeiten

### Söhne und Töchter der Stadt
- Paul Jakob Rudnick (1718–1740/1741), deutscher Schriftsteller
- Adolph Ferdinand Gehlen (1775–1815), deutscher Chemiker und Hochschullehrer
- Ferdinand von Bialcke (1803–1876), preußischer Generalleutnant
- Heinrich Wilhelm Ferdinand Birner (1820–1894), deutscher Chemiker, Direktor der Landwirtschaftlichen Versuchsstation in Regenwalde
- Otto von Derenthall (1831–1910), deutscher Offizier, General der Infanterie
- Felix Stubenrauch (1850–1931), deutscher Marineoffizier, zuletzt Konteradmiral der Kaiserlichen Marine, Kommandant von Helgoland
- Hermann Gutzmann sen. (1865–1922), deutscher Mediziner und Begründer der Phoniatrie in Deutschland
- Paul Mitzlaff (1870–1944), deutscher Kommunalpolitiker, Oberbürgermeister von Bromberg
- Arnold Reimann (1870–1938), deutscher Gymnasiallehrer, Stadtschulrat in Berlin
- Wilhelm Schmidthals (1873–1951), deutscher Politiker (Nationalliberale Partei, DDP, DVP)
- Fritz Hartmann (1874–1934), deutscher Bankmanager, Vorsitzender des Direktoriums der Gemeinschaftsgruppe Deutscher Hypothekenbanken
- Carl Krug (1874–?), deutscher Chemiker, Montanwissenschaftler und Metallurg
- Georg Warsow (1877–1965), deutscher Radrennfahrer
- Wilhelm Rahn (1885–?), deutscher Politiker (USPD, KPD, SPD, DVP)
- Clara Schulte (1888–nach 1946), deutsche Schriftstellerin
- Fritz Brandt (1892–1945), deutscher Mediziner, 1945 Stadtarzt von Stolp
- Bruno Drews (1898–1969), deutscher Chemiker, Professor in Berlin
- Maria Fritsch (1901–2000), deutsche Sekretärin und Spionin im Widerstand gegen den Nationalsozialismus
- Erich Döhring (1904–1985), deutscher Rechtswissenschaftler, Richter und Hochschullehrer
- Erich Ruschkewitz (1904–1941), deutscher Journalist und Lyriker
- Wilhelm Abel (1904–1985), deutscher Wirtschaftshistoriker Professor in Göttingen
- Reinhold Limberg (1927–1997), deutscher Lehrer, Komponist und Dichter
- Horst Misch (* 1931), deutscher Bildhauer
- Hansjoachim Walther (1939–2005), deutscher Mathematiker und Politiker (DSU, CDU)
- Roman Malek (1951–2019), polnischer Religionswissenschaftler und Sinologe
- Cezary Obracht-Prondzyński (* 1966), polnischer Soziologe, Anthropologe und Historiker
- Mariusz Dmyterko (* 1979), polnischer Geistlicher, ukrainisch-griechisch-katholischer Weihbischof in Breslau-Koszalin
- Bartosch Gaul (* 1987), polnischer Fußballtrainer

### Sonstige
- August Peter Lorenzen Claussen (1841–1912), Pädagoge und Autor pädagogischer Sachbücher, langjähriger Konrektor des Lehrerseminars in Bütow
- Hermann Kahle (1829–1887), deutscher pädagogischer Schriftsteller, Theologe und Lehrer, leitete von 1870 bis 1879 das Lehrerseminar in Bütow
- Albert Wagner (1885–1974), deutscher Pädagoge und Politiker (SPD), war seit 1919 Schulrat in Bütow.